# Arnold van Gennep
Arnold van Gennep, né Arnold Kurr le 23 avril 1873 à Louisbourg et mort le 7 mai 1957 à Épernay, est un ethnologue et folkloriste français.
Il est principalement connu pour son travail concernant les rites de passage et pour son monumental Manuel de folklore français contemporain, demeuré inachevé.
Considéré aujourd’hui comme le fondateur en France du folklore en tant que discipline scientifique, ses travaux sur le concept de rite de passage et sa théorie des trois phases (préliminaire, liminaire, postliminaire) furent poursuivis et approfondis par Victor Turner.

## Biographie
Charles Marie Alfred Eugène Guillaume Arnold Kurr est fils de Carl Alfred Kürr, lieutenant au 1er régiment royal de dragons caserné à Louisbourg, et de Suzanne Marie Christine van Gennep, de nationalité hollandaise. Sa mère s'installe à Paris quand Arnold a six ans. Dans une fiche de renseignements pour obtenir le grade de chevalier de la Légion d'honneur, il écrit:
« Ma mère a été obligée de divorcer quand j'avais sept ans. Elle a repris son nom de jeune fille et j'ai à mon tour été connu aussi depuis par mon nom de van Gennep. Le nom de Kurr était d'ailleurs la germanisation du nom français de Court. Les ancêtres wurtembourgeois de mon père descendant de réfugiés de l'Édit de Nantes, originaires des Cévennes. »
Il acquiert la nationalité française le 8 mai 1897 à l'âge de 24 ans.
Au début de sa carrière, Arnold van Gennep consacra ses études à des cultures extra-européennes à l'École des langues orientales et à l'École pratique des hautes études.
En 1914, il organise, avec Gustave Jéquier, le premier Congrès d'ethnographie et d'ethnologie, qui a lieu à Neuchâtel. Jusqu'en 1915, Van Gennep occupe la chaire d'ethnologie et d'histoire des civilisations de l'Université de Neuchâtel, et, parallèlement il est directeur adjoint du musée d'ethnographie, jusqu'à son expulsion de Suisse à la suite d'articles sur les échanges commerciaux entre la Suisse et l'Allemagne.
À compter de 1924, année où il publia Le folklore, van Gennep se consacra à l’établissement du folklore comme discipline scientifique et fit l’étude des cultures populaires françaises.
Opposé à l’évolutionnisme de folkloristes comme Paul Sébillot et Pierre Saintyves qui se livraient à la collecte d’archaïsmes et de survivances, van Gennep développa une méthode dite biologique, dans le but d’aborder les faits de culture populaire dans leur dynamisme et de faire l’étude de ce qu’il désignait comme les conditions psychiques des coutumes. La méthode développée par van Gennep procède par enquête et observation directe des faits de folklore vivants, c’est-à-dire des coutumes toujours exécutées sur le terrain d’enquête et observables par le folkloriste.

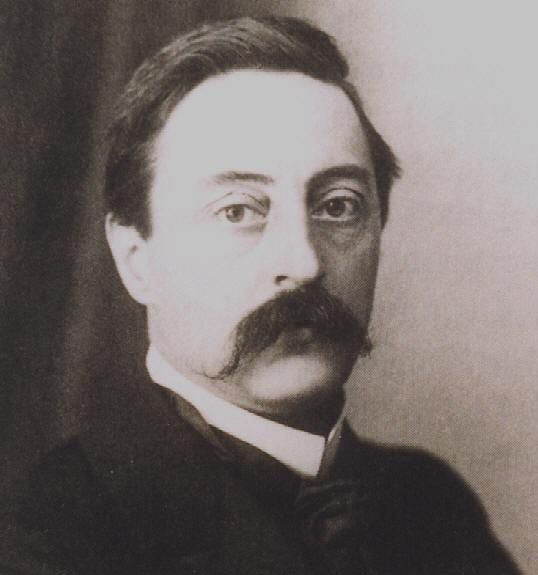
Arnold van Gennep en 1920.

Pour rendre compte de la transformation dans le temps des faits de folklore, van Gennep développa la notion de chaîne traditionnelle et s’attacha à l’étude des phénomènes de diffusion. Reprenant la méthode historico-géographique, dite aussi méthode finnoise, van Gennep travailla, en France, à l’établissement de cartes dans le but de circonscrire des zones folkloriques et d’étudier les différents facteurs intervenant dans les processus de diffusion. Pour ces travaux de cartographie, il utilisa largement l'appareil à cartographier de Paul Fortier-Beaulieu.
Reconnu pour avoir assigné au folklore un objet d’étude et pour avoir doté la discipline d’un ensemble d’outils d’enquête (principalement des questionnaires) et de méthodes d’analyse, van Gennep fut aussi un intellectuel controversé, entretenant des rapports tendus avec certains de ses contemporains dont il a souvent critiqué les écrits (notamment Durkheim et Mauss). Il mena l’essentiel de ses travaux en marge de l’institution académique et fut renvoyé du seul poste universitaire qu’il occupa très brièvement dans sa carrière (1912-1915, chaire d’ethnographie de l’Université de Neuchâtel), après avoir publiquement remis en question la neutralité de la Suisse vis-à-vis de l’Allemagne.
Van Gennep a publié un grand nombre d'articles et de monographies ayant trait au folklore.
Il a habité au 112, avenue du Général-Leclerc à Bourg-la-Reine et est inhumé au cimetière de Bourg-la-Reine (division 18).

## Distinctions
- 1922, chevalier de la Légion d'honneur
- 1954, officier de la Légion d'honneur

## Publications
- Tabou et totémisme à Madagascar ; étude descriptive et théorique, Paris, E. Leroux, 1904.
- Mythes et légendes d'Australie : études d'ethnographie et de sociologie, Paris, E. Guilmoto, 1906.
- « Linguistique et ethnologie II. Essai d’une théorie des langues spéciales », Revue des études ethnographiques et sociologiques, sous la direction d’Arnold Van Gennep, Paris, Paul Geuthner, no 6-7, p. 327-337, 1908.
- Religions, mœurs et légendes : essais d'ethnographie et de linguistique, 5 séries, Paris, Mercure de France, 1908-1914.
- Les rites de passage : étude systématique…, Paris, E. Nourry, 1909 ; rééd. 1981. .
- De quelques rites de passage en Savoie, Paris, Leroux, 1910.
- La formation des légendes, Paris, Flammarion, Bibliothèque de philosophie scientifique, , 1910.
- Les demi-savants, Paris Mercure de France, 1911.
- Études d’ethnographie algérienne, Paris, E. Leroux, 1911.
- La Savoie vue par les écrivains et les artistes, Paris, éditions Louis Michaud, 1913.
- En Algérie, Paris, Mercure de France, 1914.
- L'État actuel du problème totémique, Paris, Leroux, 1920.
- Traité comparatif des nationalités, 1922.
- Le Folklore, Paris, Librairie Stock. [deux premiers chapitres: lire en ligne] , 1924.
- Les Jeux et les Sports populaires de France, textes inédits, L.S. Fournier (éd.), Paris, 1925, éditions du Comité des travaux historiques et scientifiques, 2015.
- Le Folklore du Dauphiné (Isère). Étude descriptive et comparée de psychologie populaire, avec huit cartes folkloriques et linguistiques. Tome I : I. Du berceau à la tombe. II. Cérémonies périodiques. Tome II : II. Cérémonies périodiques (fin). III. Magie, médecine et météorologie populaires. IV. Littérature populaire, jeux et chansons. Paris, Maisonneuve, 1933.
- Le Folklore de la Flandre et du Hainaut français (département du Nord), 1935-1936.
- Manuel de folklore français contemporain, 1937-1958. Prix Saintour de l’Académie française en 1946
- Le Folklore de l'Auvergne et du Velay avec 10 cartes folkloriques et 2 photos, Paris, Maisonneuve, 1942.